# Каплани, Джевахир
Джевахир Каплани (алб. Xhevahir Kapllani; род. 21 июня 1974[…], Дуррес) — албанский футболист, завершивший игровую карьеру.

## Клубная карьера
Джевахир Капллани большую часть своей карьеры играл за клуб «Теута» в Дурресе, в составе которого он выиграл чемпионат Албании по футболу в 1993-94 годах. Футболист также выступал за албанские клубы «Динамо» и «Партизани» в Тиране и македонский клуб «Башкими». В своем титульном сезоне с «Теутой» он зафиксировал 824-минутный период, когда не пропустил ни одного гола в чемпионате, что поставило его на 148-е место в мире в списке вратарей, которые к 2012 году дольше всего не пропускали мячи.

## Международная карьера
Джевахир Каплани дебютировал на международной арене в составе сборной Албании в феврале 1993 года в квалификационном матче чемпионата мира по футболу против сборной Северной Ирландии в Тиране и сыграл в общей сложности 5 матчей за сборную, не забив ни одного гола. Его последним международным матчем стал товарищеский матч против сборной Боснии и Герцеговины в апреле 1996 года.

## Тренерская карьера
Джевахир Каплани был главным тренером клуба «Сукти» в течение года. Он также был помощником тренера клуба «Теута». С 2022 года тренирует команду клуба «Эрзени».

## Достижения
«Теута»
- Чемпион Албании (1): 1993/94[7].

## Личная жизнь
Он является старшим братом албанского футболиста, завершившего игровую карьеру, Эдмонда Каплани, игравшего в позиции нападающего в албанских и немецких клубах.